# كمال خان (مغني)
كمال خان (بالهندية: कमल खान؛ بالإنجليزية: Kamal Khan) هو مغني هندي، ولد في 25 أبريل 1989 في باتيالا في الهند.

## وصلات خارجية
- كمال خان على موقع IMDb (الإنجليزية)